# Swithwulf (évêque de Londres)
Pour l'évêque de Rochester, voir Swithwulf (évêque de Rochester).
Swithwulf est un ecclésiastique anglo-saxon de la deuxième moitié du IXe siècle. Il est évêque de Londres entre 867 et 896.

## Biographie
Dans les listes épiscopales, Swithwulf figure entre Deorwulf, mentionné pour la dernière fois en 867, et Heahstan, mentionné pour la première fois en 896. Il n'apparaît dans aucune autre source, à l'exception d'une charte de l'abbaye de Crowland datée de 851 (S 200) qui est en réalité un faux.